# František Rašín
František Rašín (14. května 1830 Nechanice – 8. ledna 1903 Nechanice) byl rakouský politik české národnosti z Čech, na konci 19. století poslanec Říšské rady; otec Aloise Rašína.

## Biografie
Jeho otec byl kožešníkem, František Rašín se vyučil pekařem a převzal chalupu po rodičích. V roce 1853 se oženil a s manželkou Františkou, rozenou Zemkovou, měli pět synů. Jedním z nich byl pozdější politik a československý ministr financí Alois Rašín.
Na okraji Nechanic si manželé Rašínovi zřídili pekařství a krupařství. Později živnost přestěhovali do domu na náměstí, kde si pronajali pekárnu, obchod a byt, a nakonec si koupili vlastní dům čp. 3 včetně polností. Ačkoliv absolvoval pouze obecnou školu, byl veřejně aktivní a působil i jako jednatel Občanské záložny v Nechanicích a dalších organizací. Byl dlouholetým starostou Nechanic. Coby starosta se uvádí od roku 1891, znovu ve volebním období 1897 a 1901. Ve funkci setrval až do své smrti. Pak ho nahradil jeho syn František Rašín mladší. Zasedal v zemské zemědělské radě. Byl členem okresního výboru, čestným členem Sokola.
Byl i poslancem Říšské rady (celostátního parlamentu Předlitavska), kam usedl v doplňovacích volbách roku 1894 za kurii venkovských obcí v Čechách, obvod Kolín, Poděbrady atd. Nastoupil 26. listopadu 1894 místo Jindřicha Doležala. Ve volebním období 1891–1897 se uvádí jako Franz Rašín, starosta, bytem Nechanice.
Do parlamentu byl podle některých zdrojů zvolen za stranu radikálně pokrokovou. Mělo jít o protest proti uvěznění syna Aloise v rámci procesu s Omladinou. Podle dobového tisku ale byl kandidátem mladočeské strany, přičemž v listopadu 1894 dočasně svou kandidaturu stáhl.
Zemřel v lednu 1903.